# Чакихо (Раштский район)
Чакихо (тадж. Чакиҳо) — село в Раштском районе Таджикистана. Входит в состав сельской общины (джамоата) Аскалон. Расстояние от села до центра района (пгт Гарм) — 5 км, до центра джамоата (село Додбахт) — 8 км. Население — 318 человек (2017 г.), таджики. Население в основном занято сельским хозяйством.